# Charles de Weck
Pour les articles homonymes, voir Weck.
Charles de Weck, ou Charles Weck, est une personnalité politique suisse du canton de Fribourg, né le 15 mars 1837 à Fribourg où il est mort le 15 février 1931.
Il est conseiller d'État de 1881 à 1906, à la tête de la direction de la justice et des cultes.